# Varennes-Jarcy
Varennes-Jarcy település Franciaországban, Essonne megyében. Lakosainak száma 2381 fő (2022. január 1.). Varennes-Jarcy Périgny, Brie-Comte-Robert, Combs-la-Ville, Boussy-Saint-Antoine és Quincy-sous-Sénart községekkel határos.

## Népesség
A település népessége az elmúlt években az alábbi módon változott:
| Lakosok száma | 2334 | 2315 | 2342 | 2310 | 2307 | 2300 | 2302 | 2296 | 2381 |
|               | 2013 | 2015 | 2016 | 2017 | 2018 | 2019 | 2020 | 2021 | 2022 |